# Štátny geologický ústav Dionýza Štúra
Štátny geologický ústav Dionýza Štúra (zkráceně ŠGÚDŠ, česky: Státní geologický ústav Dionýze Štúra) je ústav pro základní geologický výzkum Slovenska. Sídlem ústavu je budova na Patrónce v Bratislavě. Úkolem ústavu je zabezpečovat výkon státní geologické služby, což zahrnuje řešení úkolů geologického výzkumu a průzkumu, tvorbu, využívání a ochranu informačního systému v geologii, registraci, shromažďování, evidenci a zpřístupňování výsledků geologických prací vykonávaných na území Slovenské republiky Ústav je příspěvkovou organizací v kompetenci ministerstva životního prostředí Slovenské republiky. ŠGÚDŠ je členem mezinárodní organizace geologických služeb EuroGeoSurveys.

## Dějiny
Do roku 1849, kdy byl založen Říšský geologický ústav ve Vídni, byl geologický výzkum na Slovensku vykonáván jen sporadicky. Po vzniku první Československé republiky tuto činnost vykonával Státní geologický ústav republiky Československé v Praze.
Na Slovensku byl první geologický ústav založen až na podnět profesorů Andrusova a Karvaše v létě roku 1940. Stalo se tak až po rozdělení Československa během druhé světové války. Ústav byl založen při Ministerstvu školství a národní osvěty Slovenské republiky jako Štátny geologický ústav. Sídlil na Vazovově ulici v Bratislavě. Prvním ředitelem byl profesor Dimitrij Andrusov. Ústav začal pracovat s 5 zaměstnanci ve spolupráci s dalšími 9 geology, zejména vysokoškolskými pedagogy.. Na sklonku druhé světové války však byla práce ústavu značně komplikovaná.
V roce 1945 byl Štátny geologický ústav pověřen vedením dokumentace a průzkumu pro zestátněné rudné doly. V tomto období byly sestaveny první výpočty zásob těchto surovin. Ředitelem ústavu v letech 1945 – 1951 byl Miroslav Kuthan. Začlenění a statut ústavu se často měnil. Do roku 1947 kompetenčně podléhal ministerstvu školství a osvěty, v letech 1947 až 1949 „Povereníctvu“ průmyslu a obchodu, roku 1949 přešel pod kompetence Slovenského plánovacího úřadu a byl přejmenován na Slovenský ústredný ústav geologický. Začalo se se systematickým geologickým mapováním v oblasti Spišsko-gemerského rudohoří a Štiavnických vrších. Ústav se také podílel na inženýrskogeologickém průzkumu při výstavbě přehrad a vodních nádrží. V roce 1950, kdy se stal pobočkou Ústředního ústavu geologického v Praze a byl podřízen Ústředí výzkumu a technického rozvoje, měl 90 zaměstnanců. V tomto období byl zřízen Geofond, nejprve v Praze a později, v roce 1954 i jeho pobočka v Bratislavě. Ředitelem v letech 1952 až 1958 byl Ľ. Ivan. V roce 1953 byl ústav přejmenován na počest významného slovenského geologa na Geologický ústav Dionýze Štúra (zkráceně GÚDŠ) a byl přesunut do nových prostor v Mlynské Dolině. V letech 1958 až 1963 vedl ústav M. Maheľ. Za úspěšné plnění důležitých státem zadaných úkolů byl v roce 1961 ústav vyznamenán Řádem republiky. Mezi lety 1963 a 1968 ústav opět vedl M. Kuthan. V roce 1965 se stal samostatným ústavem pro základní geologický výzkum Slovenska, přičemž stále podléhal Ústřednímu geologickému úřadu v Praze.
Na základě federativního přeuspořádání ČSSR byl v roce 1969 začleněn jako samostatný ústav do nově vzniklého Slovenského geologického úřadu při Ministerstvu výstavby a techniky Slovenské socialistické republiky. V tomto období až do roku 1976 vedl ústav O. Fusán. Geologický ústav od té doby v plné míře zabezpečuje základní geologický výzkum území Slovenska spojený s geologickým mapováním, sestavováním a vydáváním geologických map, publikací, dále též ložiskovým, hydrogeologickým a inženýrsko-geologickým výzkumem, jakož i vyhledáváním nerostných surovin, podzemních vod a získáváním podkladů pro prognózy vývoje hospodářství.
Rovněž se účastnil a organizoval mnohé úkoly v rámci mezinárodní spolupráce v geologických vědách, zejména v rámci Karpatsko-balkánské geologické asociace. K trvalému přínosu práce ústavu patří vydání synoptické geologické mapy území Slovenska v měřítku 1:200 000 a vydání hydrogeologické mapy území ve stejném měřítku v 60. letech 20. století. Od roku 1976 vedl ústav J. Gašparik. V 90. letech měl ústav 300 zaměstnanců, z nichž bylo asi 150 výzkumných pracovníků.
V letech 1986 až 1990 ústav vedl M. Slavkay. V tomto období ústav vedli T. Koráb, K. Vrana, P. Grecula a později M. Kaličiak. Statut ústavu zůstal nezměněn až do roku 1995, kdy změnil název na Geologická služba Slovenskej republiky, ale v roce 2000 byl opět přejmenován na Štátny geologický ústav Dionýza Štúra.
Od roku 1990 je součástí ústavu i vydavatelství. Do té doby byly mapy a knižní tituly byly vydávány ve VĚDĚ, vydavatelství SAV.
Od 1. září 2008 byl ředitelem ŠGÚDŠ Ľubomír Hraško. V tomto roce byl rozpočet organizace 193 606 000 Sk (6 426 541 eur). V září 2010 se ředitelem ústavu stal Branislav Žec. Budova ústavu v Bratislavě koncem roku 2012 prošla modernizací vnitřního zařízení. Od července 2020 je ředitelem ústavu Igor Slaninka.